# Eurycaulis
Eurycaulis es un género con 40 especies de orquídeas epífitas o litófitas originarias de los bosques de tierras bajas del sudeste de Asia y Australasia, con sorprendentes tallos y coloridas inflorescencias.

## Descripción
Las especies son pequeñas a grandes orquídeas epifitas. Las plantas tienen forma aplanada, en forma de huso, con tallos como cactus carnosos. Con algunas hojas, especialmente en la mitad superior del tallo, lanceoladas a ovales. La inflorescencia es colgante con una hasta diez flores. Las flores son de color llamativo, aunque a menudo no están totalmente abiertas.

## Distribución y hábitat
Especies se encuentran sobre los árboles, en los sitios abiertos en zonas bajas tierras bajas densas, neblinosas y montanas de las selvas tropicales de Birmania, Tailandia, Sumatra, Java, Borneo, Filipinas, Malasia, Molucas, Nueva Guinea y Las Islas Salomón.

## Evolución, filogenia y taxonomía
Distichorchis fue segregado en 2003 por Clements y Jones del género Dendrobium, con las principales especies de la sección Platycaulon.
El género tiene cerca de 85 especies, dos subgéneros, Eurycaulis y Calcariferus. La especie tipo es Eurycaulis lamellatus.

## Etimología
Eurycaulis se deriva del griego eurys (ancho) y del latín caulis (madre).

## Sinonimia
- Dendrobium Sw. (1799) sect. Platycaulon Schltr. (1905)

## Especiesseleccionadas
- Eurycaulis acutifolius (Ridl.) M.A.Clem., Telopea 10: 285 (2003).
- Eurycaulis annamensis (Rolfe) M.A.Clem., Telopea 10: 285 (2003).
- Eurycaulis anthrene (Ridl.) M.A.Clem., Telopea 10: 285 (2003).
- Eurycaulis appendiculoides M.A.Clem., Telopea 10: 285 (2003).